# بیل رابرتسون (بازیکن فوتبال اهل انگلستان)
بیل رابرتسون (انگلیسی: Bill Robertson; ۲۵ مارس ۱۹۲۳ – ۱۵ مارس ۲۰۰۳) بازیکن فوتبال اهل بریتانیا بود.
از باشگاه‌هایی که در آن بازی کرده‌است می‌توان به باشگاه فوتبال استوک سیتی، باشگاه فوتبال چلسی، و باشگاه فوتبال بیرمنگام سیتی اشاره کرد.